# 상업어음
상업어음(商業－)은 매매·대차 기타 실제의 상거래를 원인으로 하여 발행되는 어음을 융통어음에 대하여 상업어음이라 한다. 이는 상거래가 원인관계로 되어 있으므로 그 지급이 확실하여져서 이를 '진정(眞正)어음'·'실(實)어음'이라고도 하고, 또 상품의 대금을 지급하기 위한 경우가 많으므로 이를 '상품어음'이라고도 한다. 매매업자들이 상업금융(상품대금 등)을 목적으로 하는 어음을 상업어음이라고 함에 대하여, 제조업자들이 공업금융(원료구입 등)을 목적으로 하는 어음을 '공업어음'이라고 한다. 전자는 단기(短期)인 경향이 있고 후자는 장기(長期)에 걸치는 경향이 있어서 전자를 후자에 대한 '우량(優良)어음'이라는 견해도 있다.

## 어음 할인
상품을 매매할 경우, 그 지불에 상업어음을 쓸 경우가 많다. 그 상업어음을 어음의 수취인(상품 매도인)으로부터 지불 기일이 오기 전에 그 기일까지의 이자를 할인한 금액으로 사는 것을 어음 할인이라 한다. 은행 융자의 한 형태라고 생각할 수 있다. 할인할 이자가 할인료인데 어음대부의 금리보다도 싸다.

## 같이 보기
- 기업어음

태성투자대부(전자어음할인)